# Kutaraja (Kutawaluya)
Kutaraja is een bestuurslaag in het regentschap Karawang van de provincie West-Java, Indonesië. Kutaraja telt 3128 inwoners (volkstelling 2010).